# Jardim Botânico do Faial
O Jardim Botânico do Faial é uma estrutura do Parque Natural do Faial destinada à educação ambiental e à conservação da biodiversidade ex-situ. Com cerca de de 8 000 m² de área, fica situada na Quinta de São Lourenço, arredores da cidade da Horta, Açores.

## História
Localizado numa antiga exploração agrícola de pastagens e pomares de laranjeiras da Quinta de São Lourenço, no Vale dos Flamengos, o Jardim Botânico do Faial está em funcionamento desde 1986, ocupando uma área de cerca de 8 000 m². Aberto ao público, o Jardim presta um importante contributo científico, pedagógico, ecológico e de lazer.
Em 1995, o Jardim Botânico deu mais um passo na caminhada da investigação e de sensibilização para a flora dos Açores e Macaronésia, criando uma segunda zona, localizada na freguesia de Pedro Miguel, a 400 m de altitude. Nesta nova área com 60 000 m², está a proceder-se à recuperação de habitats e espécies características da Laurissilva húmida e super-húmida. Para além do importante papel científico, esta zona possui também um elevado valor paisagístico.

## Objectivos e funções
A sua função, para além de ser um local aprazível com beleza ímpar, está primordialmente ligada à manutenção de uma colecção de plantas vivas associada à conservação botânica, onde se destaca a conservação de sementes de espécies endémicas e sua propagação, recuperação de habitats e sensibilização para a importância da riqueza florística natural dos Açores.
A premissa deste jardim passa pela ideia de que quanto mais belo e atractivo para o público for, maior a probabilidade de divulgar os trabalhos científicos e ambientais aqui realizados e, que,de outra forma, passariam indiferentes à maioria das pessoas.
O Jardim guarda também uma área para exemplares de plantas medicinais, usadas tradicionalmente na culinária e curas antigas, algumas culturas arvenses usadas na agricultura tradicional e ainda uma área para espécies exóticas ornamentais.
No Jardim Botânico do Faial encontra-se, ainda, um belíssimo orquidário, com um conjunto de três dezenas de espécies do ilustre coleccionador Henrique Peixoto (1917-2007) e cedidas pela Santa Casa da Misericórdia da Horta.

## Galeria

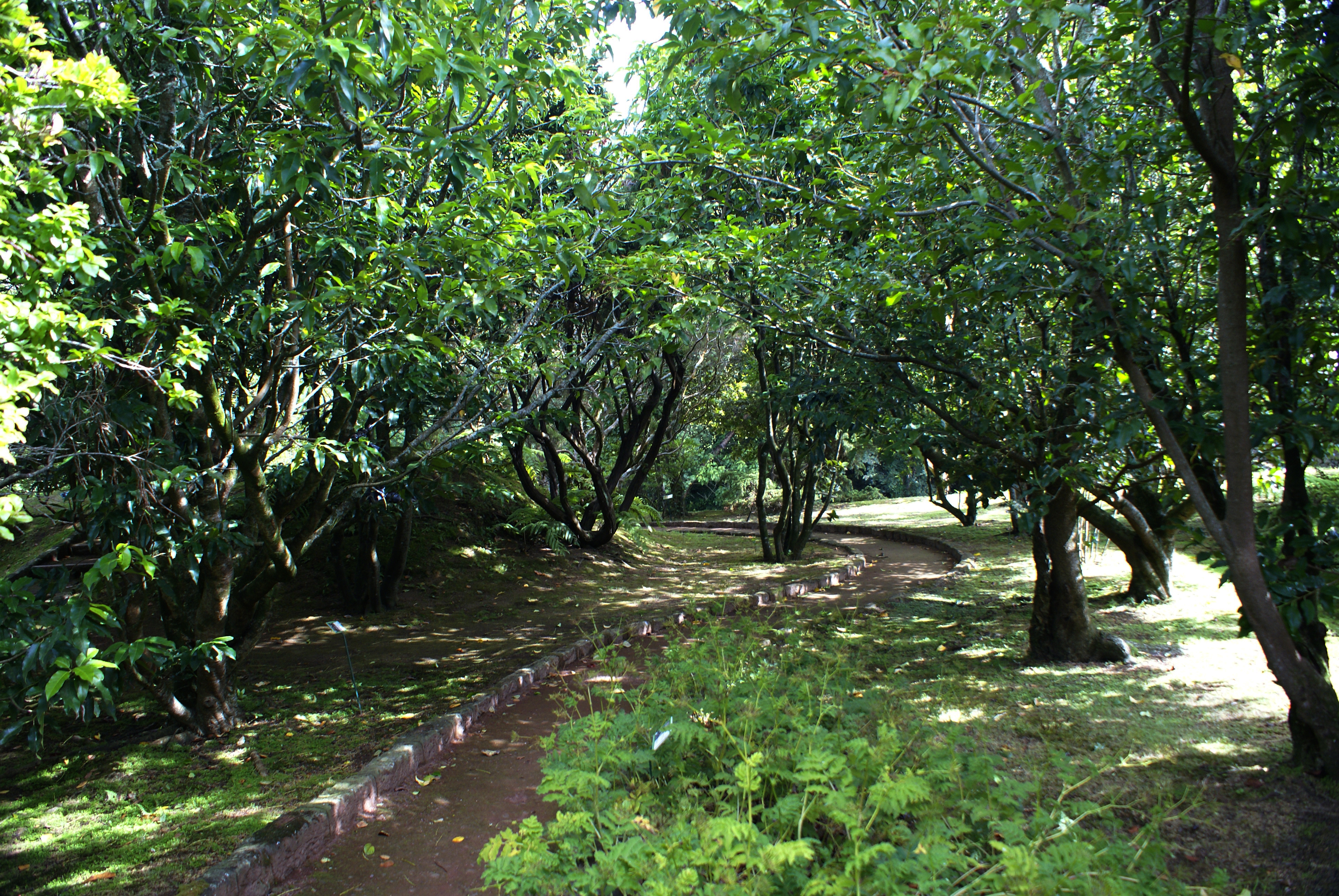
Jardim Botânico do Faial
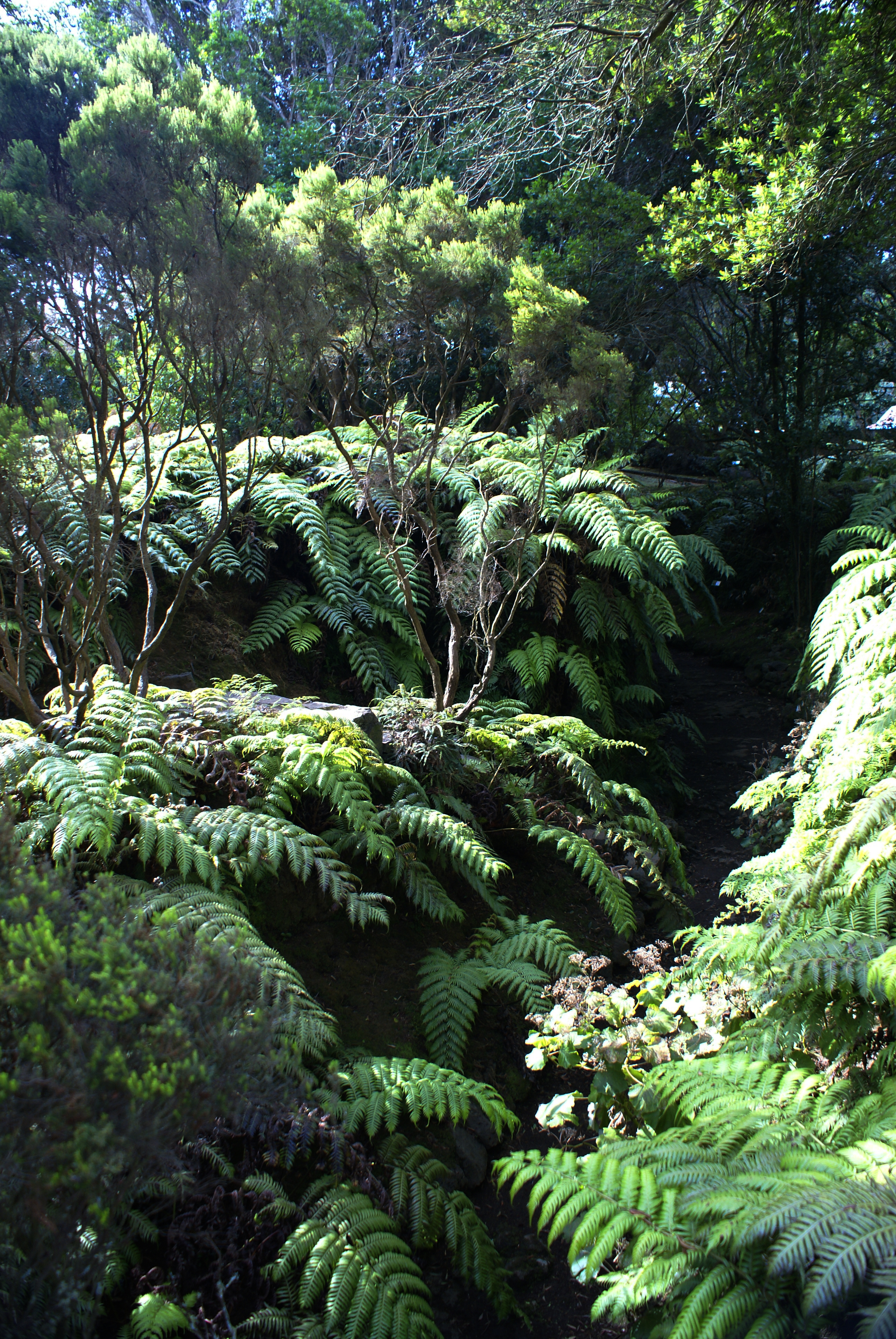
Jardim Botânico do Faial, fetos.
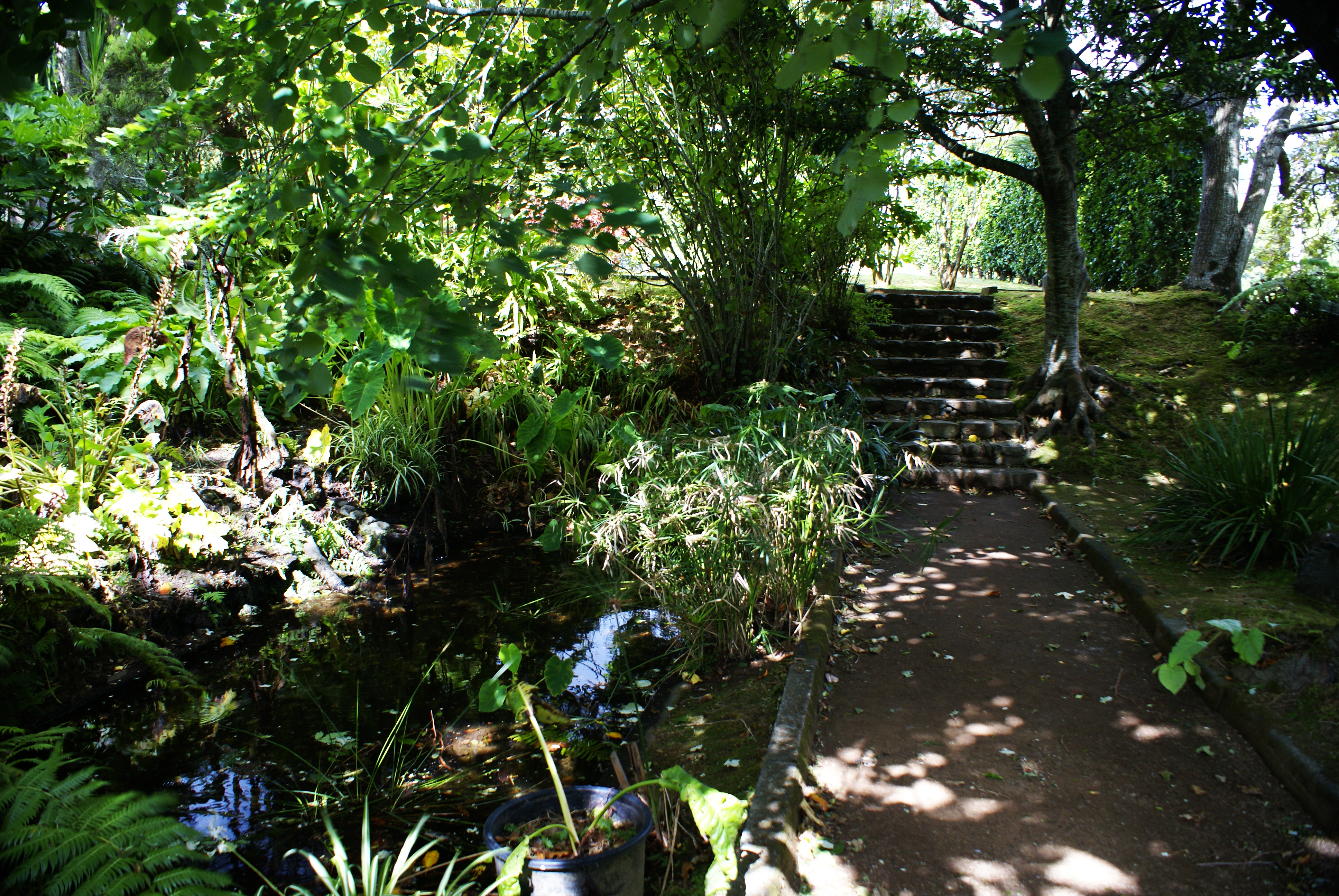
Jardim Botânico do Faial